# Prison de Tegel
Justizvollzugsanstalt Tegel
La prison de Tegel (en allemand : Justizvollzugsanstalt Tegel) est un établissement pénitentiaire allemand situé dans l'arrondissement de Reinickendorf, dans le nord du Land allemand de Berlin. Il s'agit d'une des plus grandes prisons d'Allemagne.

## Structure
La prison de Tegel est une prison fermée. Elle comprend actuellement cinq pénitenciers, dont le centre d'exécution de la détention préventive. Depuis le 30 janvier 2021, la prison de Tegel dispose d'une zone de détention ouverte pour la détention préventive. La prison s'étend sur 131 805 m2, le mur extérieur mesure 1 465 m de long et compte 13 tours de guet. En novembre 2021, la prison comptait 630 employés.
En janvier 2021, Tegel dispose 867 places de prison. Le taux d'occupation moyen en 2020 est de 704 détenus, dont environ 46% d'étrangers. Toutes les durées de peines sont représentées allant de la détention préventive et des peines courtes à la perpétuité.

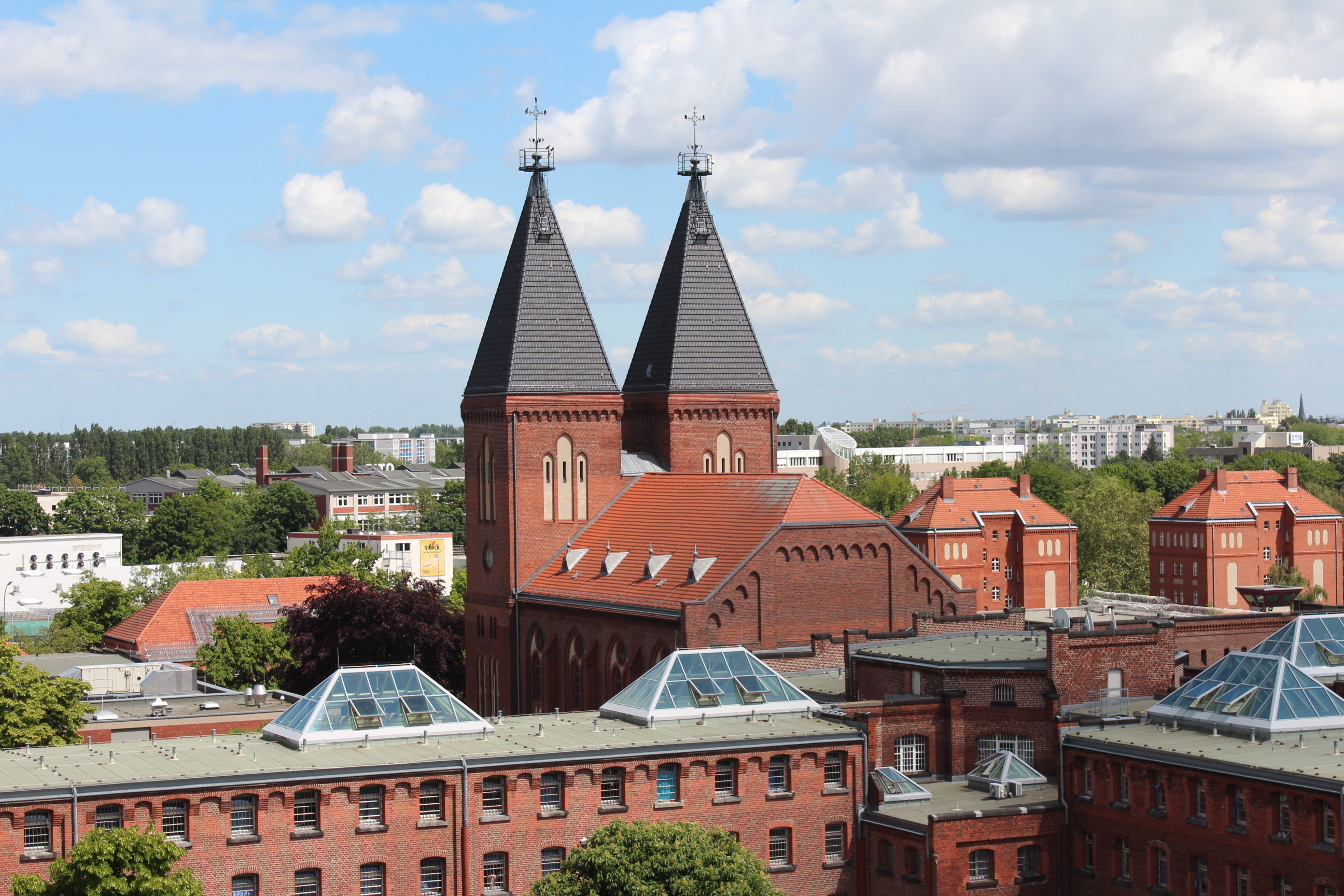
Pénitencier II et l'église institutionnelle.
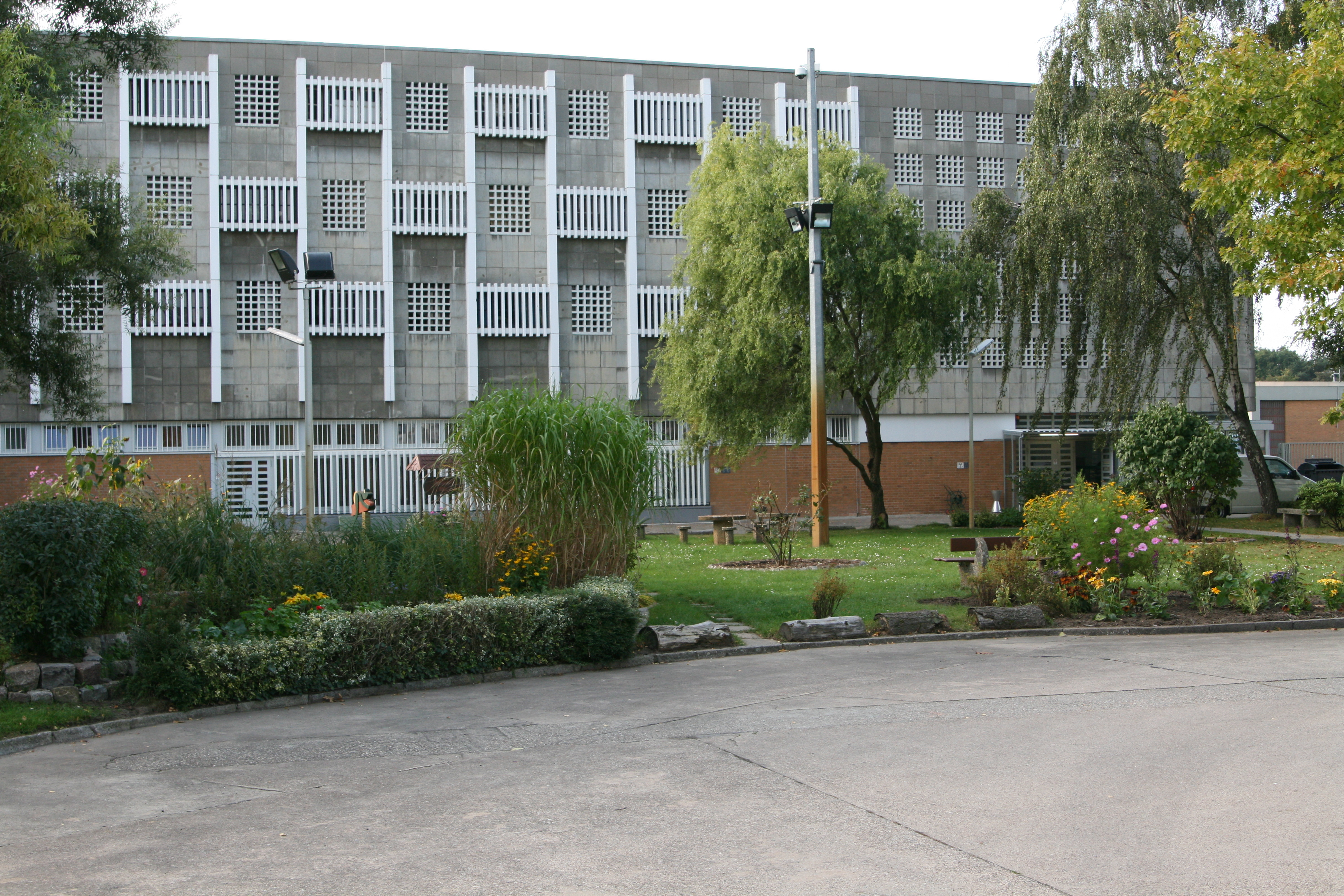
Bâtiment de l'institution thérapeutique sociale.
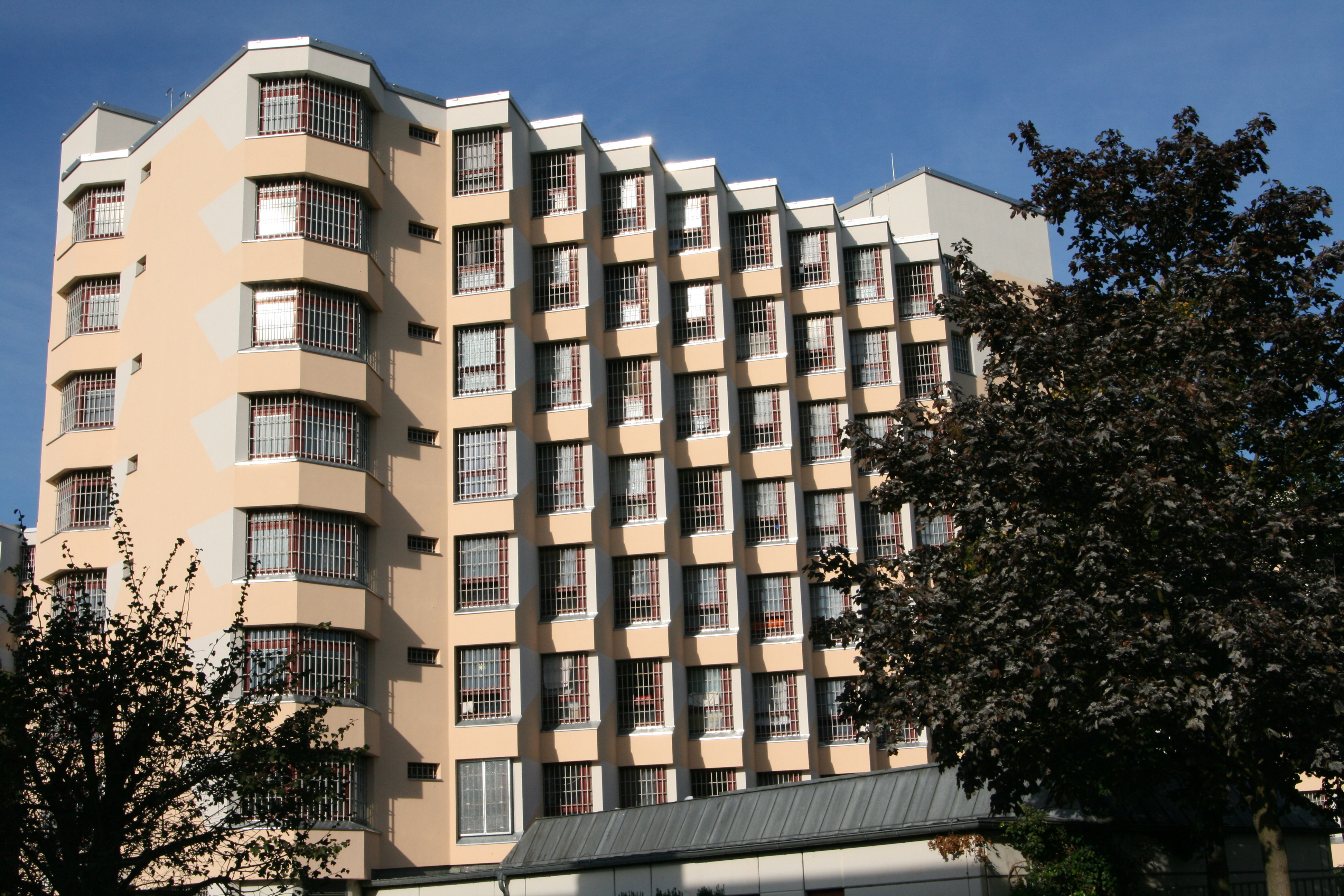
Le Pénitencier V.
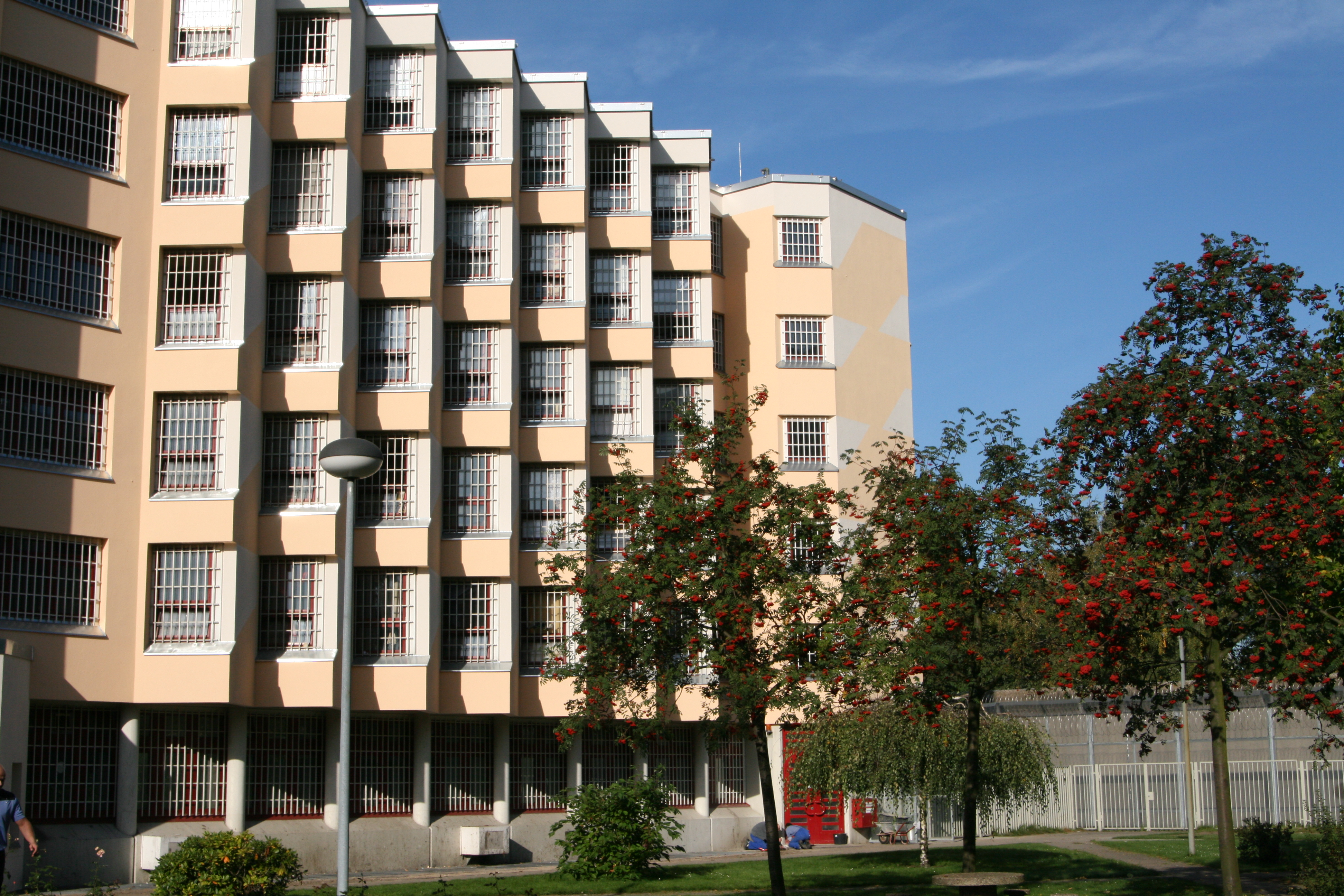
Pénitencier VI.
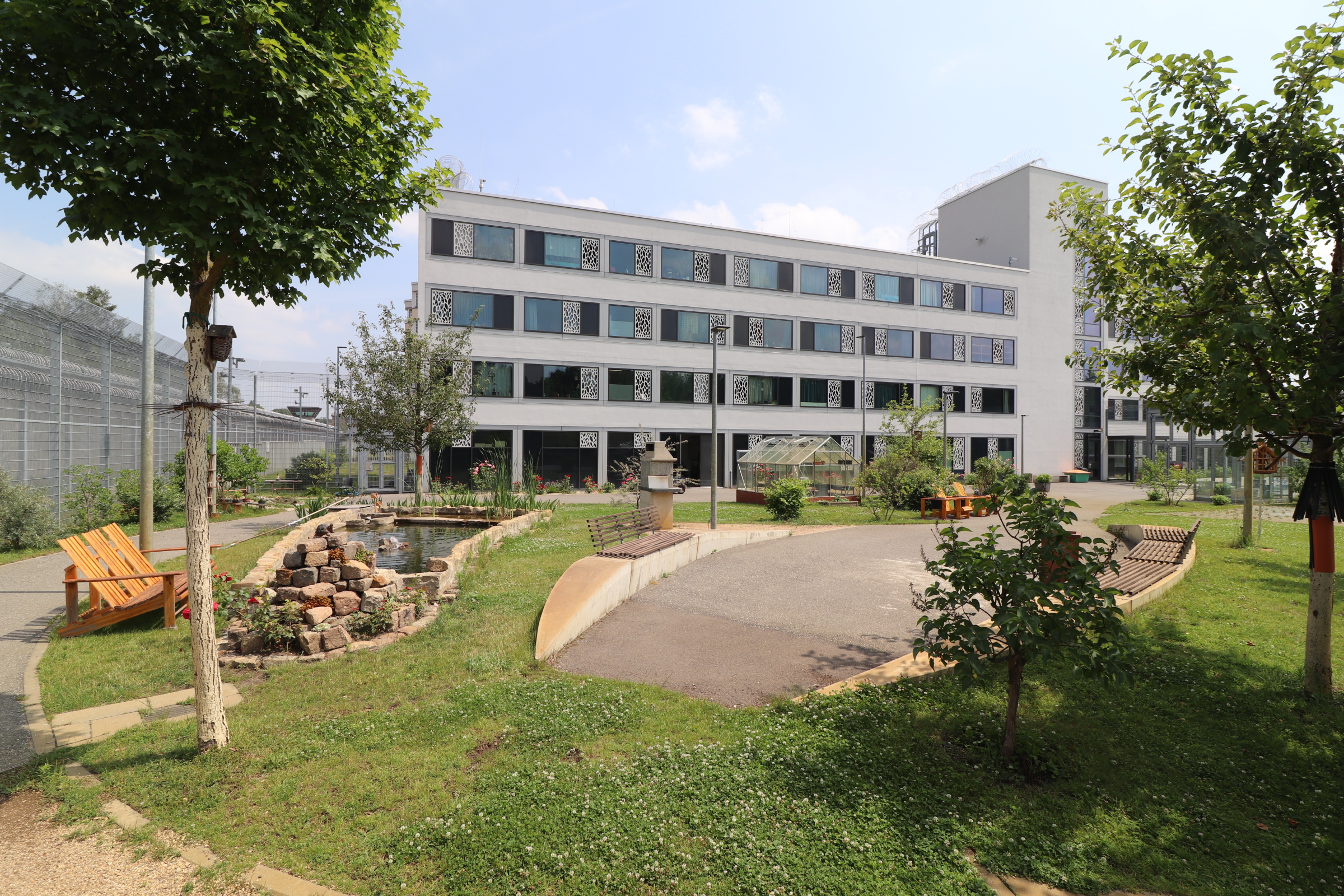
La zone fermée de l'établissement d'exécution de la détention préventive.

## Histoire
Sa construction débute le 26 juillet 1896, les premiers prisonniers y entrent le 1er octobre 1898. À cette époque, la prison porte le nom de Pénitencier royal de Tegel. En 1902, tous les bâtiments à l'intérieur du mur d'enceinte sont achevés, puis en 1906 les bâtiments extérieurs. En 1916, le Pénitencier I devient une prison militaire, son personnel d'encadrement est fourni par l'armée. En 1918, la prison est rebaptisée Pénitencier de Tegel, et en 1931, le Pénitencier III est également transformé en prison militaire.
Le 21 avril 1945, la prison est fermée et tous les détenus sont libérés. Les forces d'occupation françaises s'emparent de la prison en juillet 1945 et la restituent à l'administration allemande en octobre, qui la remet immédiatement en service.
En 1957, cinq tours de guet sont construites sur le mur d'enceinte en forme d'anneau.
Le pénitencier V est construit de 1977 à 1982, et le pénitencier VI de 1984 à 1988.
À l'automne 2012, le pénitencier I est vidé à l'exception de la station de protection anti-drogue car l'hébergement des prisonniers n'était pas conforme à la constitution. En juillet 2015, il est décidé de vider complètement et de démolir l'installation de substitution I ; la démolition est achevée en juillet 2018.

## Détenus notoires

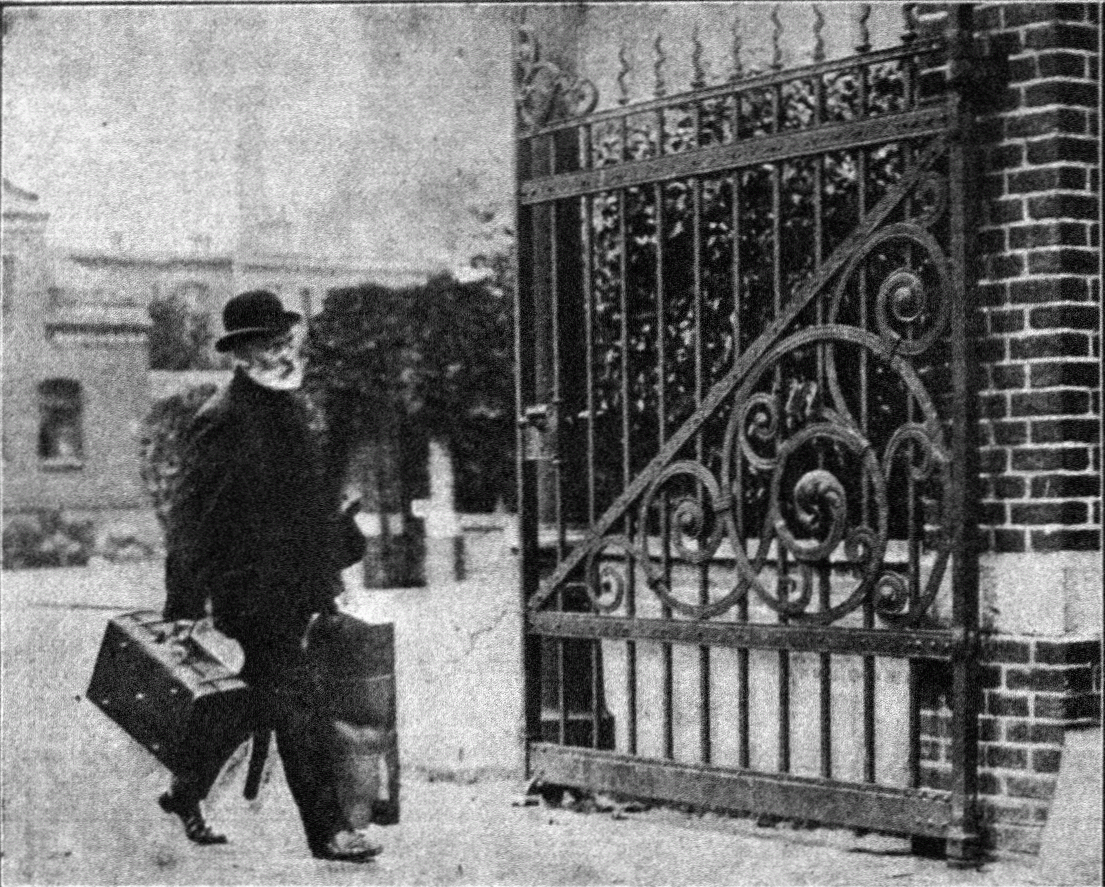
Wilhelm Voigt sortant de prison le 16 août 1908.

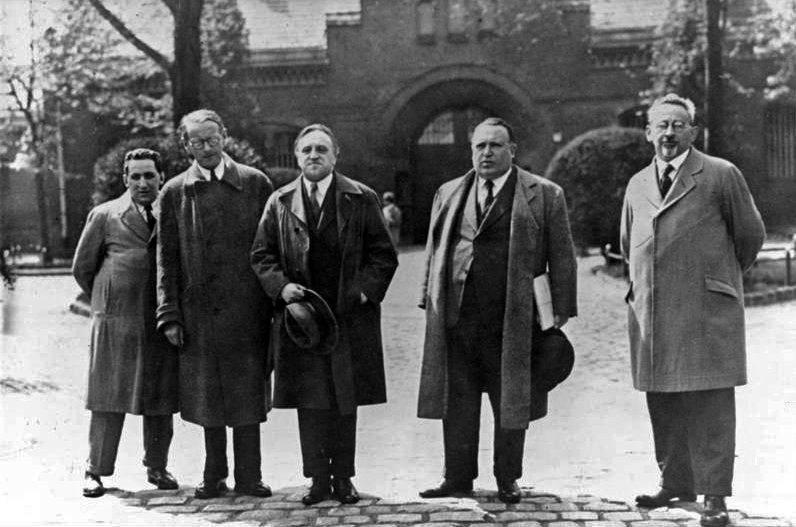
Carl von Ossietzky et ses avocats, avant son emprisonnement, devant la prison de Tegel, 1932. De gauche à droite: Kurt Grossmann, Rudolf Olden, Carl von Ossietzky,, Kurt Rosenfeld.

L'imposteur allemand Wilhelm Voigt, mieux connu sous le nom de capitaine von Köpenick, a été emprisonné à Tegel  pendant près de deux ans pour fraude. Après avoir été gracié par le Kaiser Guillaume II, il a pu quitter la prison au bout deux ans, le 16 août 1908.
Du 10 mai au 22 décembre 1932, le journaliste Carl von Ossietzky, qui deviendra plus tard prix Nobel de la paix, est emprisonné pour trahison.
Le prêtre Bernhard Lichtenberg, béatifié par le pape Jean-Paul II le 23 juin 1996, est emprisonné à Tegel du 29 mai 1942 au 23 octobre 1943, pour violation du Kanzelparagraph et de la loi sur la trahison de 1934.
Le théologien Dietrich Bonhoeffer a écrit des lettres émouvantes, principalement de Tegel. Il est emprisonné le 5 avril 1943  car opposant aux nazis, dans ce qui était alors une prison militaire. Ses lettres et les notes ont été publiées dans Résistance et soumission (Lettres et notes de captivité).
Y séjourna l'objecteur de conscience autrichien Franz Jägerstätter, décapité en 1943 pour avoir refusé de prêter serment de fidélité à Adolf Hitler.
Le fondateur du cercle de Kreisau, Helmuth James von Moltke, fut déplacé du camp de concentration de Ravensbrück à la prison de Tegel le 29 septembre 1944, dans l'aile Totenhaus (maison des morts) où il est resté jusqu'au 23 janvier 1945, date à laquelle il a été pendu. Les lettres qu'il écrivit à sa femme Freya von Moltke, rassemblées dans Abschiedsbriefe Gefängnis Tegel (Lettres d'adieu de la prison de Tegel) furent passées en contrebande par l'aumônier protestant Harald Poelchau. Elles contiennent, entre autres, la description détaillée de la vie quotidienne en prison.
Le commandant SS Erich Bauer a purgé une partie de sa peine à perpétuité pour sa participation à l'Holocauste à la prison de Tegel, de 1971 jusqu'à sa mort en 1980.
Andreas Baader a été emprisonné à la prison de Tegel de son arrestation le 4 avril 1970 à sa libération le 14 mai 1970. Il a purgé une peine de trois ans de prison pour avoir provoqué un incendie criminel dans un grand magasin à Francfort le 2 avril 1968. Après sa libération, il est devenu une figure clé de la Fraction armée rouge.
En 1999, le terroriste de gauche Dieter Kunzelmann a commencé sa peine de dix mois de prison à Tegel en frappant à la porte d'une manière médiatiquement efficace. La photo de Der Spiegel porte la légende « Laissez moi entrer ! ». Avant de se rendre, il avait disparu et s'était fait déclarer mort dans une nécrologie, avait écrit un livre et organisé une grande fête au centre culturel alternatif Mehringhof, la veille de son départ en prison,.
L'ex-rappeur Denis Cuspert, alias Deso Dogg, a également été un temps emprisonné à Tegel.
Le tueur en série Thomas Rung a été emprisonné à la prison de Tegel vers 2000 et y a commis d'autres infractions de sorte que la prison a finalement refusé de l'admettre à nouveau.
Le chanteur des groupes de rock de droite Landser et Die Lunikoff Verschwörung, Michael Regener, y a également purgé sa peine restante. Le 21 octobre 2006, un concert de solidarité est organisé devant la prison par le Parti Démocratique national de l'Allemagne.
Le citoyen russe Vadim Sokolov, inculpé dans l'affaire du meurtre de Zelimkhan Khangoshvili par le procureur général fédéral, a été transféré à la prison de Tegel lorsque sa vie était en danger. La menace a été découverte par le Service fédéral de renseignement.

## Dans la culture
L'essayiste Alfred Döblin a placé le début de son roman le plus célèbre Berlin Alexanderplatz (1929) au pénitencier de Tegel, où le personnage principal, Franz Biberkopf, est emprisonné pour quatre ans pour l'homicide involontaire de sa compagne. La prison de Tegel apparaît comme décor  dans l'adaptation cinématographique de 1931 Berlin - Alexanderplatz du réalisateur Piel Jutzi et dans l'adaptation cinématographique de Rainer Werner Fassbinder de ce roman pour une série télévisée en décembre 1980.
Les détenus de la prison de Tegel produisent le journal de la prison depuis 1968. Il s'agit du seul journal pénitentiaire non censuré d'Allemagne qui n'a pas à être soumis à la direction de la prison avant sa publication et qui tire à 8 500 exemplaires distribués dans tout le pays.
Depuis 1997, le projet théâtral berlinois Gefängnistheater aufBruch organise des représentations théâtrales avec les détenus. L'objectif est de rendre la prison, lieu exclu de la sphère publique, accessible au public par le biais de l'art et de donner aux détenus un langage, une voix et un visage à travers un savoir-faire scénique qui crée la possibilité d'une rencontre sans préjugés entre l'extérieur et à l'intérieur.